# Fehértorkú pivi
A fehértorkú pivi  (Contopus albogularis) a madarak (Aves) osztályának verébalakúak (Passeriformes) rendjébe és a királygébicsfélék (Tyrannidae) családjába tartozó faj.

## Rendszerezése
A fajt Jacques Berlioz francia ornitológus írta le 1865-ben, a Myiochanes nembe Myiochanes albogularis néven.

## Előfordulása
Dél-Amerika északi részén, Brazília, Francia Guyana és Suriname területén honos. A természetes élőhelye szubtrópusi és trópusi síkvidéki esőerdők. Állandó, nem vonuló faj.

## Megjelenése
Testhossza 13 centiméter.

## Életmódja
Rovarokkal táplálkozik.

## Természetvédelmi helyzete
Az elterjedési területe elég nagy, egyedszáma pedig stabil. A Természetvédelmi Világszövetség Vörös listáján nem fenyegetett fajként szerepel.